# 노비파자르 (슈멘주)

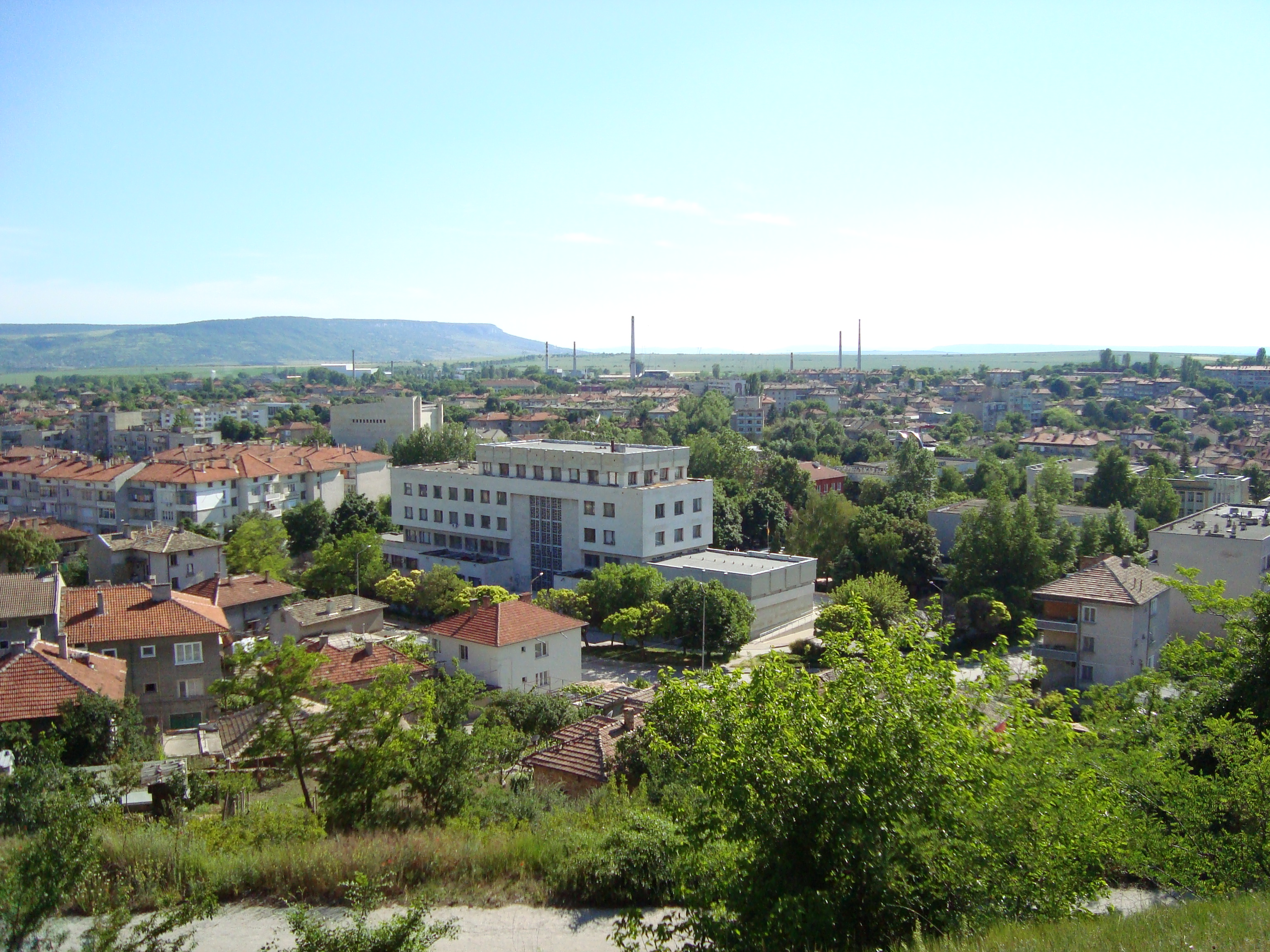
노비파자르 시가지

노비파자르(불가리아어: Нови пазар, Novi Pazar)는 불가리아 북동부에 위치한 슈멘주의 도시로 인구는 12,673명(2009년 12월 기준), 면적은 35.622km2, 높이는 156m이다. 도시 이름은 불가리아어로 '새로운 시장'을 뜻한다.

시 문장